# Иванов, Матвей Матвеевич (1872)
Матвей Матвеевич Иванов (12 августа 1872 — 15 декабря 1928) — полковник Российской императорской армии, участник Первой мировой войны; кавалер ордена Святого Георгия 4-степени и обладатель Георгиевского оружия. После октябрьской революции вступил в ряды Белого движения, где в мае 1919 года был произведён в генерал-лейтенанты.

## Биография
Матвей Иванов родился 12 августа 1872 года в дворянской семье области Войска Донского, его отец был офицером. По вероисповеданию был православным. Был казаком в станице Семикаракорской (ныне Семикаракорск, Ростовская область). В 1892 году окончил Донской кадетский корпус.
31 августа 1892 года вступил на службу в Российскую императорскую армию. В 1894 году окончил Николаевское кавалерийское училище, откуда был выпущен в Комплект донских казачьих батарей. 7 августа 1893 года получил старшинство чине хорунжего, 7 августа 1897 года получил старшинство в чине сотника, 7 августа 1901 года получил старшинство в чине подъесаула. Окончил Николаевскую военную академию по 2-му разряду. 7 августа 1905 года получил старшинство в чине есаула. Окончил Офицерскую артиллерийскую школу с оценкой «успешно». 24 июня 1911 года получил старшинство в чине Войскового старшины и в тот же день был назначен командиром 9-й Донской казачьей батареи.
Принимал участие в Первой мировой войне. По состоянию на октябрь 1914 года и на 13 декабря 1915 года был командиром 7-й Донской казачьей батареи. 10 марта 1915 года «за отличия в делах» был произведён в полковники, со старшинством с 22 октября 1914 года. С 4 февраля 1916 года занимал должность командира 13-го Донского казачьего полка. По состоянию на 1 августа 1916 года служил в том же чине и должности.
После октябрьской революции присоединился к Белому движению. С января по июнь 1918 года был представителем донского атамана в Добровольческой армии. В июне 1918 года получил чин генерал-майора. С июня 1918 года по февраль 1919 года был командующим Северным фронтом Донской армии. С 23 февраля по 12 мая 1919 года был командующим 3-й Донской армией. В мае 1919 года был произведён в генерал-лейтенанты. С 12 мая по 22 ноября 1919 года был командиром 3-го Донского корпуса.  С декабря 1919 года по март 1920 года был в резерве атамана Донского войска генерала Богаевского. В 1920 году был эвакуирован в Константинополь. Затем эмигрировал в Югославию. Был атаманом станицы имени генерала Петра Николаевича Краснова в Белграде, был председателем Общеказачьего объединения в Югославии. В 1926 году был делегатом Российского Зарубежного съезда в Париже от Русского комитета Югославии. Скончался 15 декабря 1928 года в Белграде и был похоронен 17 декабря 1928 года на Новом кладбище Белграда.
Был женат на Евгении Николаевне и имел дочь Веру (род. 1908).

## Награды
Матвей Матвеевич Иванов был удостоен следующих наград: 
- Орден Святого Георгия 4-й степени (23 мая 1915);
- Георгиевское оружие (9 марта 1915) — «за то, что 18-го Августа 1914 года, в бою близ Майончина, под сильным шрапнельным и бризантным огнем, привел в полное разстройство две батареи противника, захваченныя потом казаками 33-го Донского казачьего полка.»;
- Орден Святого Владимира 3-й степени с мечами (13 декабря 1915);
- Орден Святого Владимира 4-й степени с мечами и бантом (3 ноября 1914);
- Орден Святой Анны 2-й степени с мечами (27 марта 1916);
- Орден Святой Анны 3-й степени (1906);
- Орден Святого Станислава 2-й степени (14 мая 1912); мечи к ордену (1 мая 1915).